# 曠子椿
曠子椿（？—？），籍贯江西省吉安府泰和縣人，清朝政治人物，同進士出身。

## 簡歷
光緒二十一年（1895年），参加光緒乙未科殿試，登第三甲同進士第37名。同年五月，以主事分部学习。